# Jacques Jean Quarles van Ufford
Jacques Jean Quarles van Ufford (Den Haag, 22 februari 1788 - aldaar, 22 februari 1855) was een Nederlands ambtenaar en staatsraad.
Quarles van Ufford stamde uit een familie waarvan leden diverse politieke en ambtelijke functies hadden bekleed. Zo was zijn vader, Willem Quarles van Ufford, griffier van de Staten-Generaal en zijn grootvader lid van de Staten-Generaal.
Hij begon zijn loopbaan als ambtenaar tijdens de Franse periode, in eerste instantie als referendaris bij de Staatsraad en als secretaris bij het departement van Indirecte Belastingen. Na het instellen van het Koninkrijk der Nederlanden in 1815 was hij korte tijd actief als griffier bij de Staten van Drenthe, waarna hij in 1817 referendaris bij de Raad van State werd. In 1825 werd hij secretaris-generaal op het ministerie van Marine en Koloniën, waar hij tweemaal voor enkele maanden als minister a.i. het bestuur mocht waarnemen (in 1829 en 1842). In 1842 werd hij benoemd tot lid van de Raad van State in buitengewone dienst, wat hij bleef tot zijn overlijden in 1855.